# Смиловска језера
Сават I и Сават II или Смиловска језера су водене површине и у сливу реке Нишаве. Административно језера се налаза у општини Димитровград. Ове вештачке акумулације направљене су у рејону Забрђа, у крашкој Одоровачко-смиловској котлини (на око 700 метара надморске висине) у близини села Смиловаца, по коме се називају и Смиловска језера. У близини се налази чувена природна реткост Петрлашка пећина и манастири Света Петка и манастир Светих Кирика и Јулите у Смиловцима.

## Положај и пространство
Језера Сават I и Сават II се налазе се у Одоровском пољу између села Смиловци, Радејна и Протопопинци. Површина језера Сават I је око 3 ha, са дужином око 300 m, а језера Сават II око 26 ha са дужином око 1.100 m.

## Географске одлике
Језера Сават I и Сават II се налазе на надморској висини од око 700 m. Образована су 1979, односно 1985. године. Површина Савата I је око 5,3 хектара, са акумулацијом од 83.000 кубних метара воде и највећом дубином од 6 метара, а површина Савата II је око 22 хектара, са акумулацијом од 420.000 кубних метара воде и највећом дубином од 6 метара.
Прихрањују се примарно водом из извора који се налазе на њиховом дну. 

## Намена
Ова језера која су власништво Земљорадничке задруге „Сточар” из Димитровграда, направљена су 1979, односно 1985. године, због мелиорације, односно одводњавања у пролеће и наводњавања у лето и јесен, плодног пространог крашког, Одоровског поља. Тренутно се не користе за ту намену већ у рекреативне намене, пре свега спортски риболов. Маја 2010. године из језера је истицало око 15 литара воде у секунди.

Пошто никад нису у потпуности стављена у своју основну функцију, језера су временом порибљена и стављена на газдовање Удружењу спортских риболоваца „Нишава" у Димитровграду. 
Удружењу спортских риболоваца „Нишава” из Димитровграда, а после тога Удружењу спортских риболоваца „CARP“. Показала су се као идеална за узгој рибе и спортски риболов, па су задњих година омиљена дестинација многих спортских риболоваца из Димитровграда, Пирота, Ниша и других места. Језера су богата шараном, штуком, сомом, црвенперком, бодорком, америчким сомићем, карашем и другом рибом. Годишњи капацитет је производња и изловљавање 30 — 50 тона рибе.
Удружењу спортских риболоваца има рибочуварску службу, која врши контролу пецања, које је дозвољено само са годишњом или дневном дозволом које важе само за ова језера.